# Zoumana Keita
Zoumana Keita (Keulen, 16 november 2005) is een Duits voetballer die bij voorkeur als centrale verdediger speelt. Hij staat onder contract bij RSC Anderlecht.

## Clubcarrière
Keita werd geboren in Keulen en speelde in de jeugd bij 1. FC Köln en FC Viktoria Köln. Op 1 december 2024 debuteerde hij in de 3. Liga tegen SV Wehen Wiesbaden.  Op 30 december 2024 kreeg hij een contractverlenging tot 2027. Keita tekende op 3 juni 2025 een vierjarig contract bij RSC Anderlecht.
3 Hey ·
4 Simić ·
5 N'Diaye ·
6 Augustinsson ·
10 Verschaeren ·
11 Hazard ·
12 Dolberg ·
16 Kikkenborg ·
17 Leoni ·
18 Ashimeru ·
19 Angulo ·
20 Vázquez ·
21 Huerta ·
23 Rits ·
25 Foket ·
26 Coosemans ·
29 Stroeykens ·
42 Sardella ·
42 Goto ·
55 Kana ·
63 Vanhoutte ·
79 Maamar ·
Coach: Besnik Hasi
· Assistent-coach: Still
· Assistent-coach: Taravel
· Assistent-coach: Biglia
· Keeperstrainer: Verlinden